# 澳大利亚海神草
澳大利亚海神草（学名：Posidonia australis）又名波喜荡或澳洲波喜荡，为海神草科海神草属下8种分布于澳大利亚的植物之一。

## 分布
澳大利亚海神草只分布于澳大利亚中部到南部的沿海地区，虽然之前有在中国发现的记录，却只是鉴定错误。